# Kilmarnock Football Club 2017-2018
Questa voce raccoglie le informazioni riguardanti il Kilmarnock Football Club nelle competizioni ufficiali della stagione 2017-2018.

## Stagione
- In Scottish Premiership il Kilmarnock si classifica al 5º posto (59 punti), dietro all'Hibernian e davanti agli Hearts.
- In Scottish Cup viene eliminato ai quarti di finale dall'Aberdeen (1-1, poi 1-1 nel replay e 2-3 ai rigori).
- In Scottish League Cup viene eliminato al secondo turno dal Celtic (0-5).

## Maglie e sponsor
| Casa | Trasferta |

## Rosa
| N. |                             | Ruolo | Calciatore           |
| -- | --------------------------- | ----- | -------------------- |
| 1  | Scozia (bandiera)           | P     | Jamie MacDonald      |
| 2  | Scozia (bandiera)           | D     | Stephen O'Donnell    |
| 3  | Scozia (bandiera)           | D     | Steven Smith         |
| 4  | Scozia (bandiera)           | D     | Gordon Greer         |
| 5  | Scozia (bandiera)           | D     | Kirk Broadfoot       |
| 6  | Irlanda (bandiera)          | C     | Alan Power           |
| 7  | Scozia (bandiera)           | C     | Rory McKenzie        |
| 8  | Irlanda (bandiera)          | C     | Gary Dicker          |
| 9  | Scozia (bandiera)           | A     | Kris Boyd (capitano) |
| 10 | Scozia (bandiera)           | A     | Greg Kiltie          |
| 11 | Irlanda del Nord (bandiera) | C     | Jordan Jones         |
| 12 | Scozia (bandiera)           | D     | Greg Taylor          |
| 13 | Scozia (bandiera)           | P     | Devlin Mackay        |
| 16 | Scozia (bandiera)           | D     | Scott Boyd           |

| N. |                         | Ruolo | Calciatore          |
| -- | ----------------------- | ----- | ------------------- |
| 17 | Scozia (bandiera)       | D     | Stuart Findlay      |
| 19 | Iran (bandiera)         | C     | Alexander Samizadeh |
| 20 | Scozia (bandiera)       | C     | Iain Wilson         |
| 21 | Scozia (bandiera)       | C     | Adam Frizzell       |
| 22 | Scozia (bandiera)       | A     | Lee Erwin           |
| 24 | RD del Congo (bandiera) | C     | Youssuf Mulumbu     |
| 25 | Scozia (bandiera)       | A     | Eamonn Brophy       |
| 26 | Inghilterra (bandiera)  | D     | Aaron Simpson       |
| 27 | RD del Congo (bandiera) | C     | Aaron Tshibola      |
| 28 | Scozia (bandiera)       | C     | Brad Spencer        |
| 29 | Scozia (bandiera)       | C     | Christopher Burke   |
| 30 | Scozia (bandiera)       | A     | Will Graham         |
| 31 | Scozia (bandiera)       | A     | Innes Cameron       |
| 32 | Italia (bandiera)       | P     | Leonardo Fasan      |